# James Cagney
Pour les articles homonymes, voir Cagney.
James Cagney est un acteur, danseur, producteur de cinéma et réalisateur américain né le 17 juillet 1899 à New York et mort le 30 mars 1986 à Stanford. Au théâtre et au cinéma, il était connu pour ses performances toujours énergiques, son style vocal distinctif et son humour pince-sans-rire.
Il excellait dans les rôles de « dur » aux multiples facettes dans des films tels que L'Ennemi public (1931), Taxi! (1932), Les Anges aux figures sales (1938), Les Fantastiques Années 20 (1939), Ville conquise (1940) et L'enfer est à lui (1949), se retrouvant catalogué ou limité par cette réputation. Il réussit à négocier l'insertion de scènes de danse dans ses films et finit par remporter l'Oscar du meilleur acteur pour son rôle dans la comédie musicale La Glorieuse Parade (1942). En 1999, l'American Film Institute le classe « 8e acteur de légende » dans sa liste AFI's 100 Years... 100 Stars. Orson Welles l'a décrit comme « peut-être le plus grand acteur qui soit jamais apparu devant une caméra ».
Lors de sa première prestation d'acteur professionnel en 1919, Cagney est costumé en femme lorsqu'il danse dans le chœur de la revue Every Sailor. Il passe plusieurs années dans le vaudeville en tant que danseur et comédien, jusqu'à ce qu'il obtienne son premier rôle important d'acteur en 1925. Il obtient plusieurs autres rôles, recevant de bonnes critiques, avant de décrocher le rôle principal dans la pièce de 1929 Penny Arcade. Al Jolson le remarque dans la pièce et achète les droits d'une adaptation cinématographique, avant de les vendre à la Warner Bros. à condition que James Cagney et Joan Blondell puissent reprendre leurs rôles dans le film. Après des critiques élogieuses, la Warner Bros. lui signe un contrat initial de 400 $ par semaine pour trois semaines. Lorsque les dirigeants du studio voient les premiers visuels du film, le contrat de Cagney est immédiatement prolongé.
Le cinquième film de Cagney, L'Ennemi public, est devenu l'un des films de gangsters les plus influents de l'époque. Remarquable pour une scène célèbre dans laquelle Cagney écrase un demi-pamplemousse sur le visage de Mae Clarke, le film lui attire l'attention du public. Il devient l'une des plus grandes stars d'Hollywood et bénéficie d'un des plus gros contrats de la Warner Bros. En 1938, il reçoit sa première nomination à l'Oscar du meilleur acteur pour son interprétation subtile du dur à cuire/homme-enfant Rocky Sullivan dans Les Anges aux figures sales. En 1942, il remporte le trophée pour son interprétation énergique de George M. Cohan dans La Glorieuse Parade. Il est nommé une troisième fois en 1955 pour Les Pièges de la passion avec Doris Day. Cagney prend sa retraite du théâtre et de la danse en 1961 pour passer du temps dans sa ferme avec sa famille. Il en sort 20 ans plus tard pour tenir un rôle dans le film Ragtime (1981), principalement pour l'aider à se remettre d'un accident vasculaire cérébral.
Cagney quitte la Warner Bros. à plusieurs reprises au cours de sa carrière, revenant à chaque fois dans des conditions personnelles et artistiques bien améliorées. En 1935, il poursuit le studio en justice pour rupture de contrat et gagne. C'est l'une des premières fois qu'un acteur prend le dessus sur un studio pour une question de contrat. Il travaille pour la société de cinéma indépendante Grand National Films (dans deux films : la comédie musicale Hollywood Hollywood et le drame Ennemis publics) durant un an pendant que le procès est en cours de règlement, puis en 1942, il crée sa propre société de production, Cagney Productions, avant de retourner à la Warner sept ans plus tard. En référence au refus de Cagney de se laisser bousculer, Jack Warner l'a surnommé « l'opposant professionnel ».  Cagney effectue également de nombreuses tournées de troupes de l'United Service Organizations avant et pendant la Seconde Guerre mondiale et est président de la Screen Actors Guild pendant deux ans.

## Biographie

### Enfance et premiers pas
James Cagney naît dans le quartier de Lower East Side à New York en 1899. Il est le second fils d'une famille de sept enfants. Son père, James Francis Cagney Sr, est barman et boxeur amateur d'origine irlandaise et sa mère, Carolyn, est norvégienne par son père et irlandaise par sa mère.
Issu d'une famille défavorisée, Cagney doit réaliser de nombreux petits boulots au cours de sa jeunesse mais réussit en parallèle à être diplômé de la Stuyvesant High School en 1918.
Sa carrière artistique commence véritablement en 1919, quand il apparaît en tant que danseur déguisé en femme dans la pièce de théâtre Every Sailor, puis dans les vaudevilles et les music-hall à Broadway. Réussissant à intégrer durablement la scène new-yorkaise des années 1920, Cagney y rencontre alors à cette époque Frances Willard « Billie » Vernon, qui devient sa femme en 1922 et avec laquelle il vit jusqu'à sa mort.

### 1930-1935: les débuts à la Warner Bros.
En 1930, le rachat par la société de production Warner Bros. des droits d'une pièce de théâtre de Broadway intitulée Penny Arcade dans laquelle jouaient James Cagney et sa partenaire sur scène Joan Blondell, propulse les deux acteurs du théâtre au cinéma. Dans ce film, l'acteur incarne alors le premier rôle d'un style particulier qui revient de manière récurrente au cours de sa carrière, celui du « dur » aux traits attachants et que l'on se prend à comprendre et apprécier.

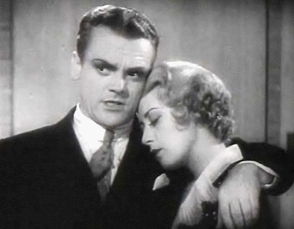
James Cagney et Joan Blondell dans Prologues (1933).

Il signe dans la foulée son premier contrat avec la Warner, et joue ensuite dans de nombreux films de gangsters très populaires auprès du public : Au seuil de l'enfer (The Doorway to Hell) d'Archie Mayo, ou encore ce qui devient le premier film marquant de sa carrière, L'Ennemi public (The Public Enemy), où son interprétation reçoit un succès critique et populaire important. En rupture avec la représentation idéalisée des personnages principaux et des héros de l'époque, le film est notamment marqué par une scène devenue mythique où Cagney écrase un pamplemousse sur le visage de l'actrice Mae Clarke.
Il tourne ensuite en 1930 et 1935 de nombreux films, parmi lesquels Taxi! où il effectue des scènes de danse à l'écran, Prologues (Footlight Parade) et Voici la marine (Here Comes the Navy) qui marque sa première collaboration avec Pat O'Brien et le début d'une longue amitié entre les deux hommes.

### 1935-1938: premier éloignement des studios
Éternel entêté, James Cagney profite de son succès grandissant auprès du public pour renégocier à plusieurs reprises son contrat avec la Warner concernant son rythme de tournage et son salaire. En 1935, à la suite du film Brumes (Ceiling Zero, 1936), il décide de rompre son contrat et d'aller en justice, estimant avoir été lésé par son studio. Pendant la durée du procès, Cagney se retire à la campagne pour devenir fermier, et ne tourne plus qu'avec le studio indépendant Grand National Films où il continue à marquer la critique par ses interprétations.
En 1937, il remporte une double victoire dans son procès contre la Warner : juridique mais également financière, le studio se décidant en effet à proposer à sa star un salaire de 150 000 dollars et un maximum de deux films par an en échange de son retour devant la caméra.

### 1938-1942: le retour à la Warner

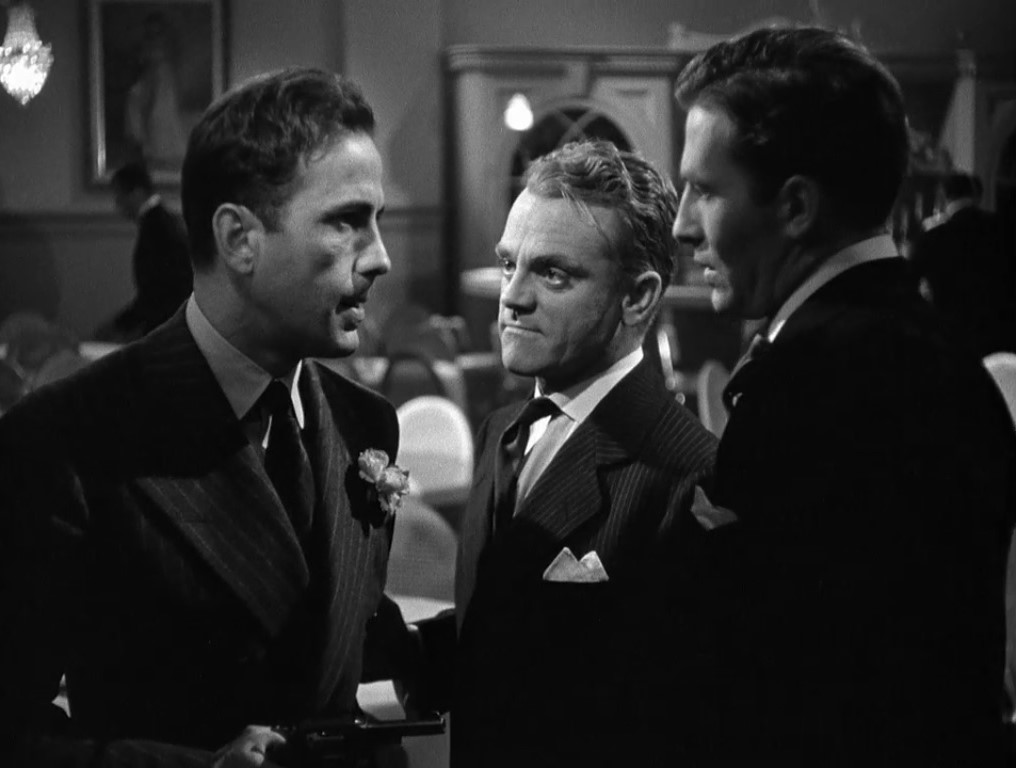
Humphrey Bogart avec James Cagney et Jeffrey Lynn dans Les Fantastiques Années 20 (1939), le dernier film où Cagney et Bogart jouent ensemble.

James Cagney reprend sa carrière à la Warner en 1938, et joue à cette occasion dans deux films, Le Vantard (Boy Meets Girl) de Lloyd Bacon et surtout Les Anges aux figures sales (Angels with Dirty Faces) de Michael Curtiz, tous deux joués avec Pat O'Brien comme partenaire. Des deux films, le second est certainement celui qui lui permet de développer le plus son jeu, avec un rôle plus sombre et profond de gangster aux motivations ambiguës. Le film marque également la première des trois collaborations entre Cagney et l'acteur Humphrey Bogart (qui apparaît encore à l'époque dans des seconds rôles), ainsi que sa première nomination à l'Oscar du meilleur acteur.
En 1939, il joue dans Les Fantastiques Années 20 (The Roaring Twenties). C'est sa première collaboration avec le réalisateur Raoul Walsh, et la dernière avec Bogart. Le film symbolise également la pause de Cagney dans le registre du film de gangster, il faut ensuite en effet attendre dix ans (L'Enfer est à lui en 1949) pour qu'il retrouve un rôle de ce type.
En 1942, il retrouve Michael Curtiz avec La Glorieuse Parade (Yankee Doodle Dandy), film biographique relatant la vie de l'artiste George M. Cohan qui permet à Cagney de gagner l'Oscar du meilleur acteur. À la même date, au cours de la Seconde Guerre mondiale, il participe avec d’autres stars du cinéma à la Hollywood Victory Caravan (en), une tournée en train de deux semaines à travers les États-Unis destinée à récolter des fonds pour le soutien à l'effort de guerre.

### 1942-1955: nouvelle tentative d'indépendance et rappel à la Warner

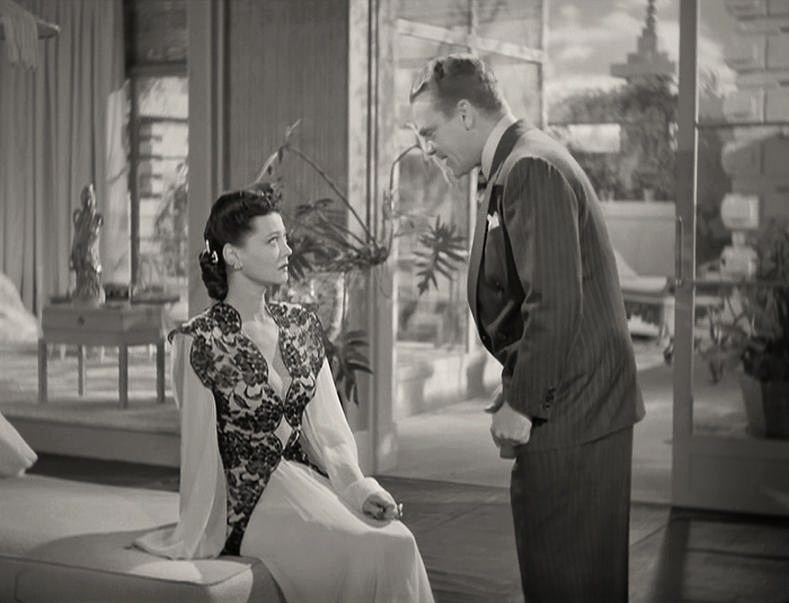
Avec Sylvia Sidney dans Du sang dans le soleil (1945).

Entre 1942 et 1948, James Cagney retrouve le circuit indépendant en fondant avec son frère William Cagney sa propre société de production. Pendant cette période il tourne peu et cherche à se détacher de son image de mauvais garçon, mais le public n'accroche pas à sa nouvelle image. En 1949, à la suite de plusieurs échecs et d'un litige avec le studio de Samuel Goldwyn, il se voit obligé de revenir dans le circuit des majors et retrouve la Warner pour le film l'Enfer est à lui (White Heat) de Raoul Walsh. Ce film marque pour l'acteur un retour retentissant au rôle de gangster, avec une interprétation très remarquée et encore plus noire que dans ses films des années 1930. La dernière phrase de Cagney dans le film — « Made it, Ma! Top of the world! » — est classée 18e meilleure citation de l'histoire du cinéma américain par l'American Film Institute.
Les années suivantes, il joue avec succès dans des comédie musicales et des films de gangster. Sa société de production est cependant contrainte de fermer en 1953. L'année 1955 est certainement une année faste ; il joue en effet pour Nicholas Ray dans À l'ombre des potences (Run For Cover), puis dans Les Pièges de la passion (Love Me or Leave Me) de Charles Vidor pour lequel il reçoit sa seconde nomination aux Oscars, 17 années après la première. Il joue également la même année dans Permission jusqu'à l'aube (Mister Roberts) de John Ford avec Henry Fonda, Jack Lemmon, et William Powell pour l'ultime apparition de ce dernier à l'écran. Le film reçoit plusieurs Oscars dont celui du meilleur film et du meilleur second rôle pour Jack Lemmon.

### Les dernières années
Après 1955, James Cagney continue de jouer dans des films aux registres variés comme le western La Loi de la prairie (Tribute to a Bad Man) de Robert Wise où il remplace Spencer Tracy, ou dans L'Homme aux mille visages (Man of a Thousand Faces), film biographique sur l'acteur Lon Chaney réalisé par Joseph Pevney.
En 1961, il collabore pour son avant-dernier film avec Billy Wilder dans la comédie Un, deux, trois (One, Two, Three) où l'on retrouve son style de jeu encore énergique, rapide et efficace. À sa sortie, le film peine cependant à trouver son public.

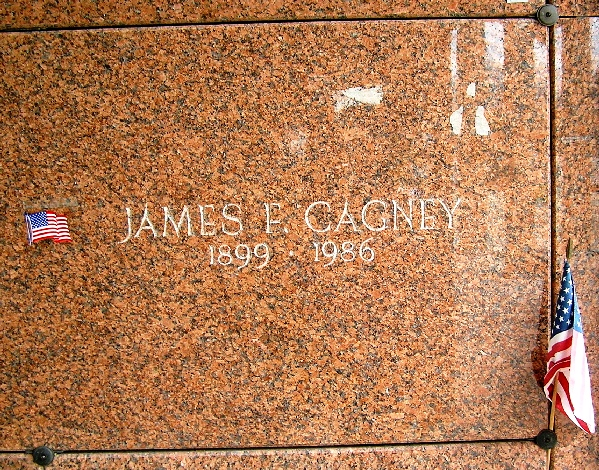
Crypte de James Cagney au Gate of Heaven Cemetery.

Refusant dès lors tout rôle et luttant avec la maladie, l'acteur se retire des écrans et participe plus que sporadiquement à des événements mondains. Victime d'une première crise cardiaque en 1977 qui l'empêche ensuite de monter à cheval ou de danser, il fait finalement sa dernière apparition significative à l'écran dans Ragtime de Miloš Forman, en 1981.

### Mort
James Cagney meurt d'une crise cardiaque le 30 mars 1986 à l'âge de 86 ans, à Stanfordville dans l'État de New York.
Il est inhumé au cimetière Gate of Heaven Cemetery (en) de Harthorne, à New York, dans le comté de Westchester.

## Filmographie

### Acteur

#### Cinéma

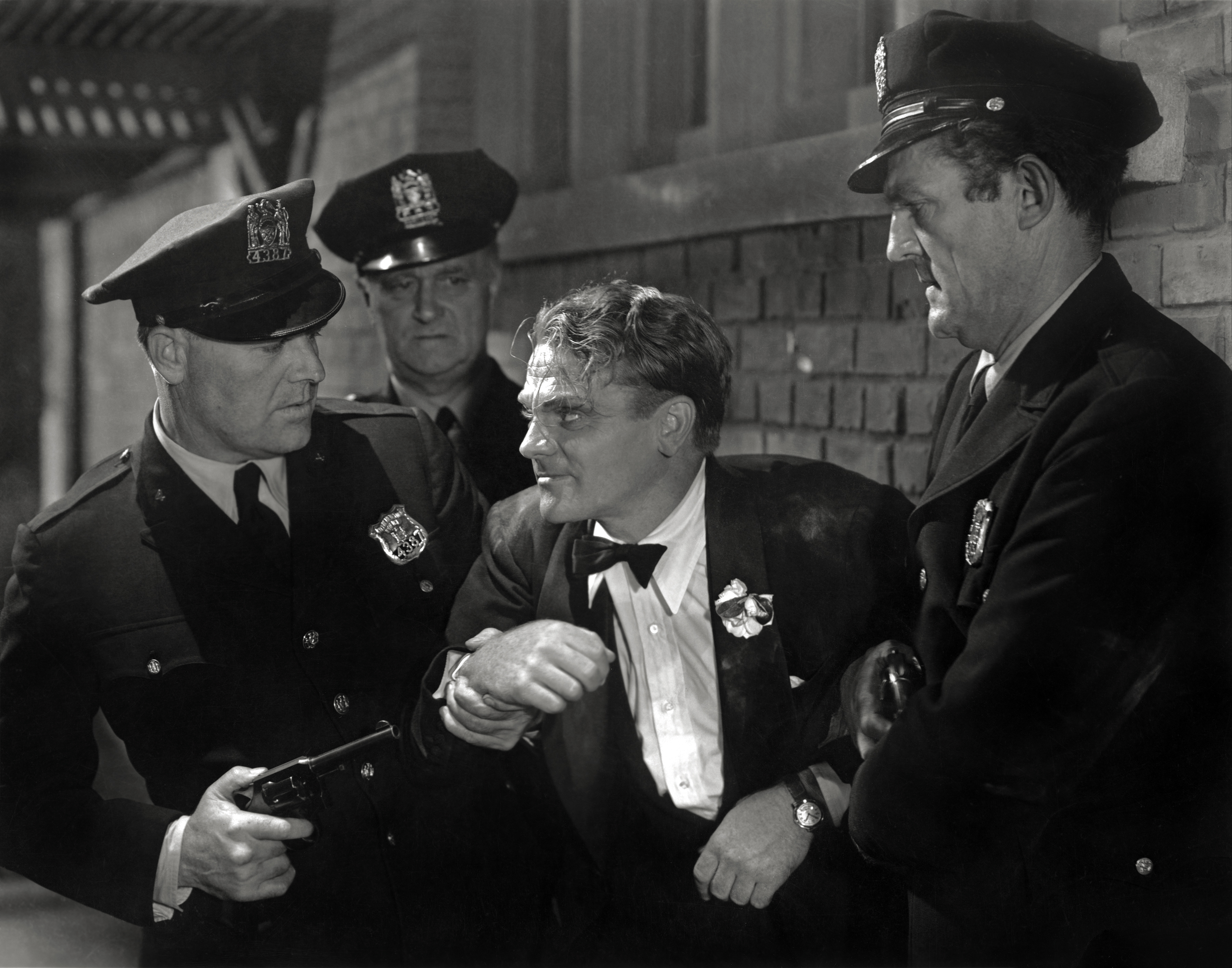
James Cagney dans L'Ennemi public (1931).

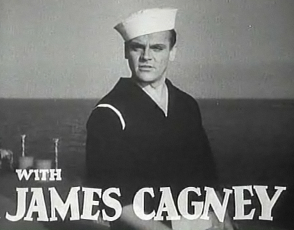
Dans Voici la marine (1934).

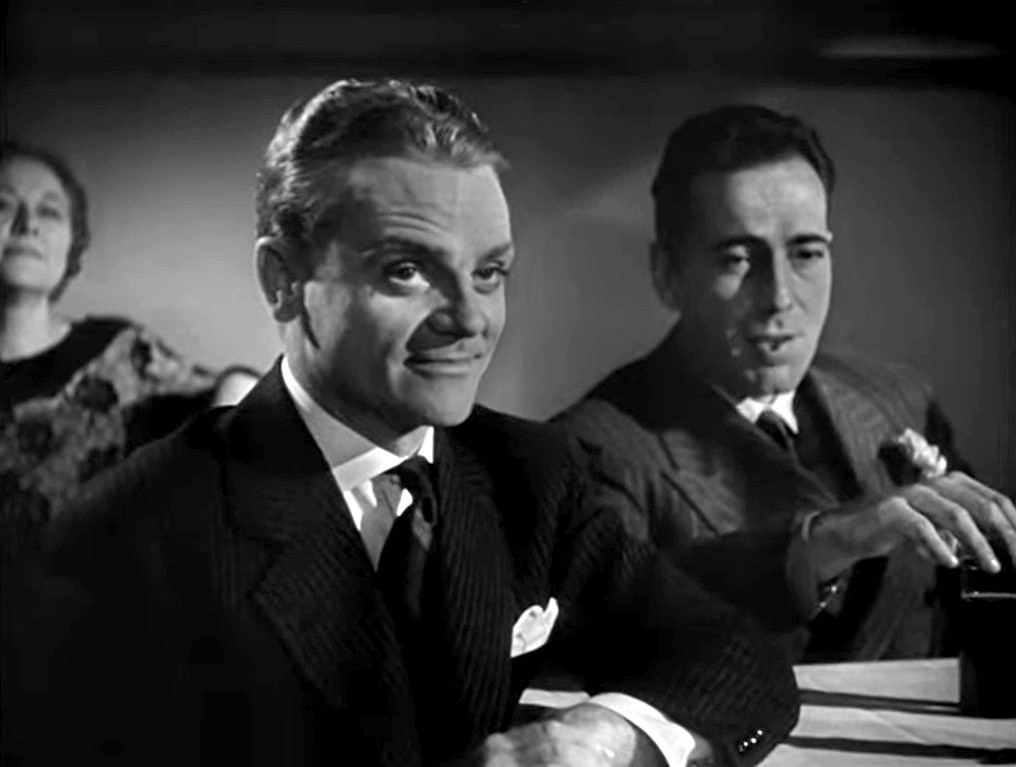
Avec Humphrey Bogart dans Les Fantastiques Années 20 (1939).

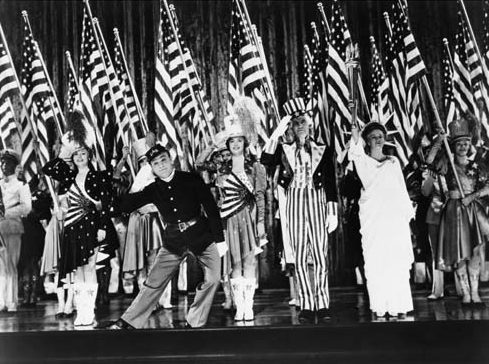
Dans La Glorieuse Parade, film qui permit à l'acteur de remporter un Oscar en 1942.

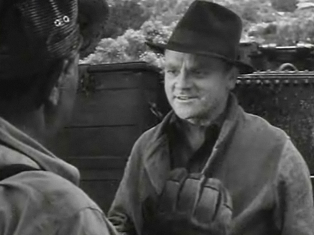
Dans L'enfer est à lui (1949).

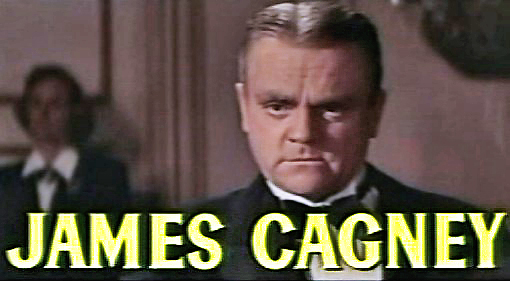
James Cagney dans le rôle du gangster Martin « Moe the Gimp » Snyder dans Les Pièges de la passion (1955).

##### Années 1930
- 1930 : Sinners' Holiday de John G. Adolfi : Harry Delano
- 1930 : Au seuil de l'enfer (The Doorway to Hell) d'Archie Mayo : Steve Mileaway
- 1931 : Other Men's Women de William A. Wellman : Ed Bailey (Eddie)
- 1931 : L'Ennemi public (The Public Enemy) de William A. Wellman : Tom Powers
- 1931 : Le Millionnaire (The Millionaire) de John G. Adolfi : Schofield, vendeur d'assurances
- 1931 : Le Beau Joueur (Smart Money) d'Alfred E. Green : Jack
- 1931 : Blonde Crazy de Roy Del Ruth : Bert Harris
- 1932 : Taxi! de Roy Del Ruth : Matt Nolan
- 1932 : The Crowd Roars d'Howard Hawks : Joe Greer
- 1932 : Tout au vainqueur (Winner Take All) de Roy Del Ruth : Jim Kane (Jimmy)
- 1933 : L'affaire se complique (Hard to Handle) de Mervyn LeRoy : Myron C. Merrill (Lefty)
- 1933 : Un danger public (Picture Snatcher) de Lloyd Bacon : Danny Kean
- 1933 : Le Bataillon des sans-amour (The Mayor of Hell) d'Archie Mayo : Richard Gargan (Patsy)
- 1933 : Prologues (Footlight Parade) de Lloyd Bacon : Chester Kent
- 1933 : Le Tombeur (Lady Killer) de Roy Del Ruth : Dan Quigley
- 1934 : Jimmy the Gent de Michael Curtiz : James Corrigan (Jimmy)
- 1934 : C'était son homme (He Was her Man)  de Lloyd Bacon : Flicker Hayes, alias Jerry Allen
- 1934 : Voici la marine (Here Comes the Navy) de Lloyd Bacon : Chester J. O'Conner (Chesty)
- 1934 : Le Cabochard (The St. Louis Kid) de Ray Enright : Eddie Kennedy
- 1935 : Le Bousilleur (Devil Dogs of the Air) de Lloyd Bacon : Thomas Jefferson O'Toole (Tommy)
- 1935 : Les Hors-la-loi ('G' Men) de William Keighley : James Davis (Brick)
- 1935 : Tête chaude (The Irish in Us) de Lloyd Bacon : Danny O'Hara
- 1935 : Le Songe d'une nuit d'été (A Midsummer Night's Dream) de William Dieterle et Max Reinhardt : Bottom, the Weaver
- 1935 : Les Révoltés du Bounty (Mutiny on the Bounty) de Frank Lloyd : figurant
- 1935 : Émeutes (Frisco Kid) de Lloyd Bacon : Bat Morgan
- 1936 : Brumes (Ceiling Zero) d'Howard Hawks : Dizzy Davis
- 1936 : Ennemis publics (Great Guy) de John G. Blystone : Johnny Cave (Red)
- 1937 : Hollywood Hollywood (Something to Sing About) de Victor Schertzinger : Terrence (Terry); Rooney (nom de scène Thadeus McGillicuddy)
- 1938 : Le Vantard (Boy Meets Girl) de Lloyd Bacon : Robert Law
- 1938 : Les Anges aux figures sales (Angels with Dirty Faces) de Michael Curtiz : William Sullivan (Rocky)
- 1939 : Terreur à l'ouest (The Oklahoma Kid) de Lloyd Bacon : Le Kid d'Oklahoma (Jim Kincaid)
- 1939 : À chaque aube je meurs Each Dawn I Die de William Keighley : Frank Ross
- 1939 : Les Fantastiques Années 20 (The Roaring Twenties) de Raoul Walsh : Eddie Bartlett

##### Années 1940
- 1940 : Le Régiment des bagarreurs (The Fighting 69th) de William Keighley : Jerry Plunkett
- 1940 : Torrid Zone de William Keighley : Nick Butler (Nicky)
- 1940 : Ville conquise (City for Conquest) d'Anatole Litvak : Danny Kenny (Samson jeune)
- 1941 : La Blonde framboise (The Strawberry Blonde) de Raoul Walsh : T. L. Grimes (Biff)
- 1941 : Fiancée contre remboursement (The Bride Came C.O.D.) de William Keighley : Steve Collins
- 1942 : Les Chevaliers du ciel (Captains of the Clouds) de Michael Curtiz : Brian MacLean (pilote)
- 1942 : La Glorieuse Parade (Yankee Doodle Dandy) de Michael Curtiz : George M. Cohan
- 1943 : You, John Jones! (en) (court métrage) de Mervyn LeRoy
- 1943 : Johnny le vagabond (Johnny Come Lately) de William K. Howard : Tom Richards[14]
- 1945 : Du sang dans le soleil (Blood on the Sun) de Frank Lloyd : Nick Condon
- 1947 : 13 Rue Madeleine d'Henry Hathaway : Robert Emmett Sharkey (Bob) alias Gabriel Chavat
- 1948 : Le Bar aux illusions (The Time of Your Life), de H. C. Potter : Joseph T.
- 1949 : L'enfer est à lui (White Heat) de Raoul Walsh : Arthur Jarrett (Cody)

##### Années 1950
- 1950 : Le Fauve en liberté (Kiss Tomorrow Goodbye) de Gordon Douglas : Ralph Cotter
- 1950 : Les Cadets de West Point (The West Point Story) de Roy Del Ruth : Elwin Bixby (Bix)
- 1951 : Feu sur le gang (Come Fill the Cup) de Gordon Douglas : Lew Marsh
- 1951 : La Ronde des étoiles (Starlift) de Roy Del Ruth : caméo
- 1952 : Deux Durs à cuire (What Price Glory) de John Ford : Capitaine Flagg
- 1953 : Un lion dans les rues (A Lion Is in the Streets) de Raoul Walsh : Hank Martin
- 1955 : À l'ombre des potences (Run for Cover), de Nicholas Ray : Matt Dow
- 1955 : Les Pièges de la passion (Love Me or Leave Me) de Charles Vidor : Martin Snyder
- 1955 : Mes sept petits chenapans (The Seven Little Foys) de Melville Shavelson : George M. Cohan
- 1955 : Permission jusqu'à l'aube (Mister Roberts) de John Ford : Capitaine Morton
- 1956 : La Loi de la prairie (Tribute to a Bad Man) de Robert Wise : Jeremy Rodock
- 1956 : Passé perdu (These Wilder Years) de Roy Rowland : Steve Bradford
- 1957 : L'Homme aux mille visages (Man of a Thousand Faces) de Joseph Pevney : Lon Chaney
- 1959 : Tous les coups sont permis (en) (Never Steal Anything Small) de Charles Lederer : Jake MacIllaney
- 1959 : L'Épopée dans l'ombre (Shake Hands with the Devil) de Michael Anderson : Sean Lenihan

##### Années 1960
- 1960 : Le Héros du Pacifique (en) (The Gallant Hours) de Robert Montgomery : William F. Halsey Jr (Bull)
- 1961 : Un, deux, trois (One, Two, Three) de Billy Wilder : C.R. MacNamara
- 1968 : Les Rebelles de l'Arizona (Arizona Bushwhackers) de Lesley Selander : Le narrateur (Voix)

##### Années 1980
- 1981 : Ragtime de Miloš Forman : Rheinlander Waldo

#### Séries télévisées
- 1956 : Robert Montgomery presents (en) : George Bridgeman
- 1957 : The Christophers : Professeur Graham

#### Téléfilms
- 1966 : The Ballad of Smokey the Bear : le narrateur
- 1984 : Terrible Joe Moran (en) : Joe Moran

### Producteur
- 1960 : The Gallant Hours (en)

### Réalisateur
- 1957 : À deux pas de l'enfer (Short Cut to Hell)

## Distinctions
Orson Welles a déclaré que James Cagney était peut-être le plus grand acteur qui soit jamais apparu devant une caméra.

### Récompenses
- 1943 : Oscar du meilleur acteur pour La Glorieuse Parade[16].
- 1974 : Life Achievement Award décerné par l'AFI (American Film Institute).
- 1978 : Life Achievement Award décerné par la SAG (Screen Actors Guild).
- 1981 : Career Achievement Award décerné par le NBR (National Board of Review).

### Nominations
- 1939 : nomination à l'Oscar du meilleur acteur pour Les Anges aux figures sales.
- 1956 : nomination à l'Oscar du meilleur acteur pour Les Pièges de la passion.
- 1962 : nomination au Laurel d'or pour Un, deux, trois.

Il possède son étoile sur le Walk of Fame, au 6502 Hollywood Boulevard.
Il fut l'une des personnalités imitées par le Rat Pack (Frank Sinatra, Dean Martin et Sammy Davis, Jr.) dans leurs spectacles dès 1960.